# Laski Małe
Laski Małe (deutsch Klein Lasken) ist ein zur Gemeinde Kalinowo (Kallinowen, 1938 bis 1945 Dreimühlen) zählendes Dorf im nordöstlichen Masuren in der polnischen Woiwodschaft Ermland-Masuren, Powiat Ełcki (Kreis Lyck).

## Geographische Lage
Das Dorf befindet sich 13 Kilometer Luftlinie südwestlich der Ortschaft Kalinowo an einer von Sypitki (Sypittken, 1938 bis 1945 Viebrücken) südwestlich abgehenden Landstraße.

## Geschichte
Das Dorf wurde 1534 wohl im Rahmen von Binnenwanderung durch Siedler aus dem Raum Lyck (polnisch Ełk) gegründet.
Am 27. Mai 1874 entstand im Zuge einer preußischen Gemeindereform neu ein Amtsbezirk Sawadden, zu dem die Landgemeinden Brodowen, Buczylowen, Cziessen, Czyntschen, Jebramken, Klein Lasken, Krzywen, Kutzen, Ossarken, Sypittken und Statzen sowie der Gutsbezirk Sawadden gehörten.
Zwischen 1888 und 1898 wurden die Nachbarorte Brodowen (1938 bis 1945 Broden, polnisch Brodowo) und Jebramken (Jebramki, nicht mehr existent) nach Klein Lasken eingemeindet. 1910 hatte die Landgemeinde Klein Lasken 237 Einwohner.
1908 umfasst der Amtsbezirk Sypittken die Landgemeinden Czießen, Czynczen, Klein Lasken, Kutzen, Rundfließ (bis Umbenennung 1907: Krzywen), Statzen und Sypittken und den Gutsbezirk Lyck, Domänenamt (teilweise).
1913 wurde Klein Lasken mit einem eigenen Bahnhof an die Lycker Kleinbahnen angebunden, die dauerhaft zur Personenbeförderung zwischen der Kreisstadt Lyck und Thurowen (1938 bis 1945 Auersberg, polnisch Turowo) bzw. Sawadden (1938 bis 1945 Grenzwacht, polnisch Zawady-Tworki) verkehrte.
Aufgrund der Bestimmungen des Versailler Vertrags stimmte die Bevölkerung im Abstimmungsgebiet Allenstein, zu dem Klein Lasken gehörte, am 11. Juli 1920 über die weitere staatliche Zugehörigkeit zu Ostpreußen (und damit zu Deutschland) oder den Anschluss an Polen ab. In Klein Lasken stimmten 120 Einwohner für den Verbleib bei Ostpreußen, auf Polen entfiel keine Stimme.
1931 umfasste im Rahmen von Gebietsveränderungen der Amtsbezirk Sypittken (polnisch Sypitki) die Landgemeinden Czynczen, Klein Lasken, Kutzen, Rundfließ, Seeheim (bis Umbenennung 1908: Czießen), Statzen und Sypittken.
1933 waren in Klein Lasken 251 Einwohner verzeichnet, 1939 waren es nur noch 233.
Nach Ende des Zweiten Weltkrieges 1945 fiel das zum Deutschen Reich (Ostpreußen), Landkreis Lyck, gehörende Klein Lasken an Polen. Die ansässige deutsche Bevölkerung wurde, soweit sie nicht geflüchtet war, nach 1945 größtenteils vertrieben bzw. ausgesiedelt und neben der angestammten masurischen Minderheit durch Neubürger aus anderen Teilen Polens ersetzt. Klein Lasken wurde in der polnischen Übersetzung des historischen Ortsnamens in „Laski Małe“ umbenannt.
Von 1975 bis 1998 gehörte Laski Małe zur damaligen Woiwodschaft Suwałki, kam dann 1999 zur neu gebildeten Woiwodschaft Ermland-Masuren. Laski Małe ist jetzt Sitz eines Schulzenamtes (polnisch Sołectwo) und als solches eine Ortschaft im Verbund der Gmina Kalinowo.

## Religionen
Bis 1945 war Klein Lasken in die evangelische Kirche Wischniewen (1938 bis 1945 Kölmersdorf, polnisch Wiśniowo Ełckie) in der Kirchenprovinz Ostpreußen der Kirche der Altpreußischen Union sowie in die römisch-katholische Kirche St. Adalbert Lyck (polnisch Ełk) im Bistum Ermland eingepfarrt.
Heute gehört Laski Małe katholischerseits zur Pfarrkirche Wiśniowo Ełckie mit der Filialkirche Sypitki im Bistum Ełk der Römisch-katholischen Kirche in Polen. Die evangelischen Einwohner halten sich zur Kirchengemeinde in der Stadt Ełk, einer Filialgemeinde der Pfarrei Pisz (deutsch Johannisburg) in der Diözese Masuren der Evangelisch-Augsburgischen Kirche in Polen.

## Verkehr
Laski Małe liegt an einer Nebenstraße, die Pisanica (Pissanitzen, 1926 bis 1945 Ebenfelde) mit Sypitki (Sypittken, 1938 bis 1945 Vierbrücken) mit Wiśniowo Ełckie (Wischniewen, 1938 bis 1945 Kölmersdorf) verbindet. 
Bei dem damaligen Klein Lasken gabelte sich ab 1913 die von Lyck kommende Bahnstrecke der Lycker Kleinbahnen in Richtung Borszymmen (1938 bis 1945 Borschimmen, polnisch Borzymy) und Thurowen (1938 bis 1945 Auersberg, polnisch Turowo) bzw. in Richtung Sawadden (1938 bis 1945 Auersberg, polnisch Zawady). Zwischen Ełk und Sypitki verkehrt heute über Laski Małe auf der Strecke der alten Kleinbahn, der Ełcka Kolej Dojazdowa, in den Sommermonaten immer sonnabends ein historischer Museumszug.